# Chapeau Claque (Band)
Chapeau Claque war eine Musikformation aus Erfurt, die dem Genre des Elektropop zugeordnet wird. Die Band selbst bezeichnet ihre Musik als Elektro-Chanson-Pop-Romantik-Musik.

## Geschichte
Die spätere Sängerin und Songwriterin von Chapeau Claque, Maria Antonia Schmidt (* 1986 in Cottbus), entdeckte im Alter von 15 ihre musikalische Leidenschaft und gründete mit Juli Holz vanilla cinnamon, woraus kurze Zeit später Zweiekkenkreis wurde. Als eine Plattenfirma auf das Projekt aufmerksam wurde, entstand 2006 um Maria Antonia Schmidt schließlich Chapeau Claque.
Neben einigen Auftritten im Vorprogramm von Northern Lite und dem gemeinsamen Auftritt beim Bundesvision Song Contest 2007 (Platz 6) erschien im Jahre 2006 eine EP und im Frühjahr 2007 das Debütalbum Hand aufs Herz.
Während kommerzieller Erfolg im deutschsprachigen Raum weitestgehend ausblieb, erreichte im April 2008 die Single Reykjavik die Top Ten Griechenlands.
Zum fünften Bundesvision Song Contest am 13. Februar 2009 in Potsdam traten Chapeau Claque mit ihrem Titel Pandora (Kiss Miss Tragedy) für Thüringen an und belegten den sechsten Platz. Der zweisprachige Song handelt vom Dialog des Menschenkindes Pandora und der Göttin der Tragödie.
Im Frühjahr 2010 erschien die Fabelweiss Extra Edition auf dem Label unaMusic. Diese Doppel-CD besteht aus dem Album Fabelweiss, sowie 6 Liedern, aus den ersten beiden Alben, in einer Acoustic Session Version.
Ende 2010 gab Chapeau Claque bekannt, dass ein drittes Album in Arbeit sei, welches im Frühjahr 2011 erscheinen werde. Die Veröffentlichung des Videos, vom ersten Titel des neuen Albums der Band, erfolgte zu Beginn des Jahres 2011. Das dritte Studioalbum trägt den Namen Hab & Hut und erschien am 18. Februar 2011.
Das im Herbst 2013 erschienene Album Eins Zwei Dinge wurde über Crowdfunding finanziert.
Am 11. Mai 2016 gab Maria Antonia Schmidt in einem Facebook-Post das Ende des Bandprojektes bekannt.

## Diskografie

### Alben
- 2007: Hand aufs Herz
- 2008: Acoustic Session (Live, nur bei iTunes)
- 2008: Fabelweiss
- 2009: Fabelweiss Extra Edition
- 2011: Hab & Hut
- 2013: Eins Zwei Dinge

### EPs
- 2006: Marienkäfer im Nacken

### Singles
- 2007: Reykjavik
- 2007: Blütenstaubromanze (12″ Vinyl)
- 2008: Pandora (Kiss Miss Tragedy)
- 2009: Unsere Liebe – Ein Storch
- 2014: Schöner Moment